# Nationalencyklopedin
Nationalencyklopedin (NE, Національна енциклопедія) — одне з найбільших довідкових видань Швеції, засноване на гроші державного гранту. Друкована версія складається з 20 томів, що містять 172 000 статей, інтернет-версія суттєво більше, вона містить 260 000 статей (на червень 2005 року).
Проєкт був запущений 1980 року, коли урядовий комітет почав пошук видавця. Цей етап був завершений у серпні 1985 року, відповідальним за проєкт стало видавництво «Бра Беккер». 